# 孔悝
孔悝（？—？），姞姓，孔氏，春秋时期衛國大夫，孔圉與伯姬之子，衛靈公之外孫，衞後莊公蒯聵的外甥，衞出公的表哥。曾被迫參加衞後莊公的兵變，驅逐了衞出公。孔悝的封地為衛國重要城邑戚城，又稱孔悝城，遗址位於濮陽，現為全国重点文物保护单位。

## 簡介
衛靈公時，蒯聵欲殺衛靈公的夫人南子，事敗而逃亡到晉國。衛靈公死後，南子立蒯聵之子「輒」即位，是為衞出公。蒯聵回國後希望奪回君主之位，於是打算壯大自己的勢力，發動兵變，打算事先劫持掌握大權的孔悝。
孔圉去世後，伯姬守寡無聊，與一位高大俊美的僕人渾良夫私通，並透過渾良夫去聯繫蒯聵。蒯聵對渾良夫承諾：「如果你能協助我奪回君位，我會讓你穿冕服並搭乘有帷幕的馬車（封為卿大夫），還要免你三次死罪（給予鐵券）。」伯姬為了情夫，於是答應協助劫持自己的兒子。渾良夫帶著蒯聵潛回首都，並住在孔宅外的菜園裏。
一天晚上，渾良夫招來一個宦官駕車送他們去孔家，渾良夫則與蒯聵用衣服蓋著頭，躲在馬車上。孔家的家臣欒甯查驗蒯聵等人的身分，蒯聵等人說他們是伯姬親戚家的侍妾，來找伯姬聚餐。伯姬招待蒯聵和渾良夫吃飯。
飯後，兵變開始，伯姬親自拿著戈帶路，要劫持自己的兒子，蒯聵帶著五個穿著皮製鎧甲的兵，抬著一隻豬跟著。蒯聵與伯姬等人到廁所去，強迫正在上廁所的孔悝加入兵變，孔悝可能沒有馬上同意，於是被蒯聵等人押上了一座樓閣上，蒯聵打算逼孔悝在此殺豬盟誓（按：古人盟誓，理論上應為殺牛或殺馬。蒯聵大概急了，隨便殺豬，意思意思）。
欒甯要用餐，正要喝酒，並開始烤肉。一聽到蒯聵捉了孔悝的時候，肉都還沒烤熟，馬上派人去叫子路救孔悝。欒寧自己前去救衛出公，命車夫「獲」駕車，自己趕緊拿著烤肉跟酒在車上喫喝，趕往宮內接應衛出公，並把衛出公送往魯國避難。
子路一聽說事變發生，就要趕到孔悝家去救孔悝，但遇到剛逃出城的孔門師弟子羔。子羔說：“城門已關了。”子路說：“我還是去看看罷。”子羔說：“來不及了，你何必跟著孔悝一起死？”子路說：“拿了孔悝的俸祿，不能見死不救。”子羔就自己逃走了。
子路來到城門前，公孫敢關緊大門說：“不要再前進了！”子路說：“你是我認識的那個公孫敢？你拿了人家的薪水，在人家有危時逃跑？我不能這樣，我喜歡人家的錢，我也解決人家的困難。”這時城中恰好有使者出來，子路趁機衝了進去。
到了孔悝被劫持的樓閣，子路對著蒯聵喊叫：“太子您怎麼要來找孔悝呢？就是您殺了他，也一定有人代替他進攻您啊。”蒯聵不理會，但子路又罵：「太子您沒甚麼膽量，假如我放火燒了這個樓閣，燒到一半，您就會退兵了。」蒯聵聽了，十分害怕，派了勇士石乞、盂黶去阻擋子路放火，三人打了起來。子路難以招架兩人圍攻，被敵方用戈將繫帽子的帶子割斷了，子路說：「君子就是死了，也不能讓帽子掉了。」停止戰鬥，彎下身撿起帽子，並繫好帶子。子路就在繫帶子時被石乞、盂黶殺死，年六十三。子路死後，蒯聵氣得命令把其遺體施以醢刑，剁成肉醬。蒯聵即位，是為衛後莊公。
顯然的，孔悝後來參加莊公兵變，莊公為感謝孔悝的幫助，銘鼎以誌。